# Maladera spinifera
Maladera spinifera är en skalbaggsart som beskrevs av Brenske 1898. Maladera spinifera ingår i släktet Maladera och familjen Melolonthidae. Inga underarter finns listade i Catalogue of Life.